# Corinthia Hotel Khartoum

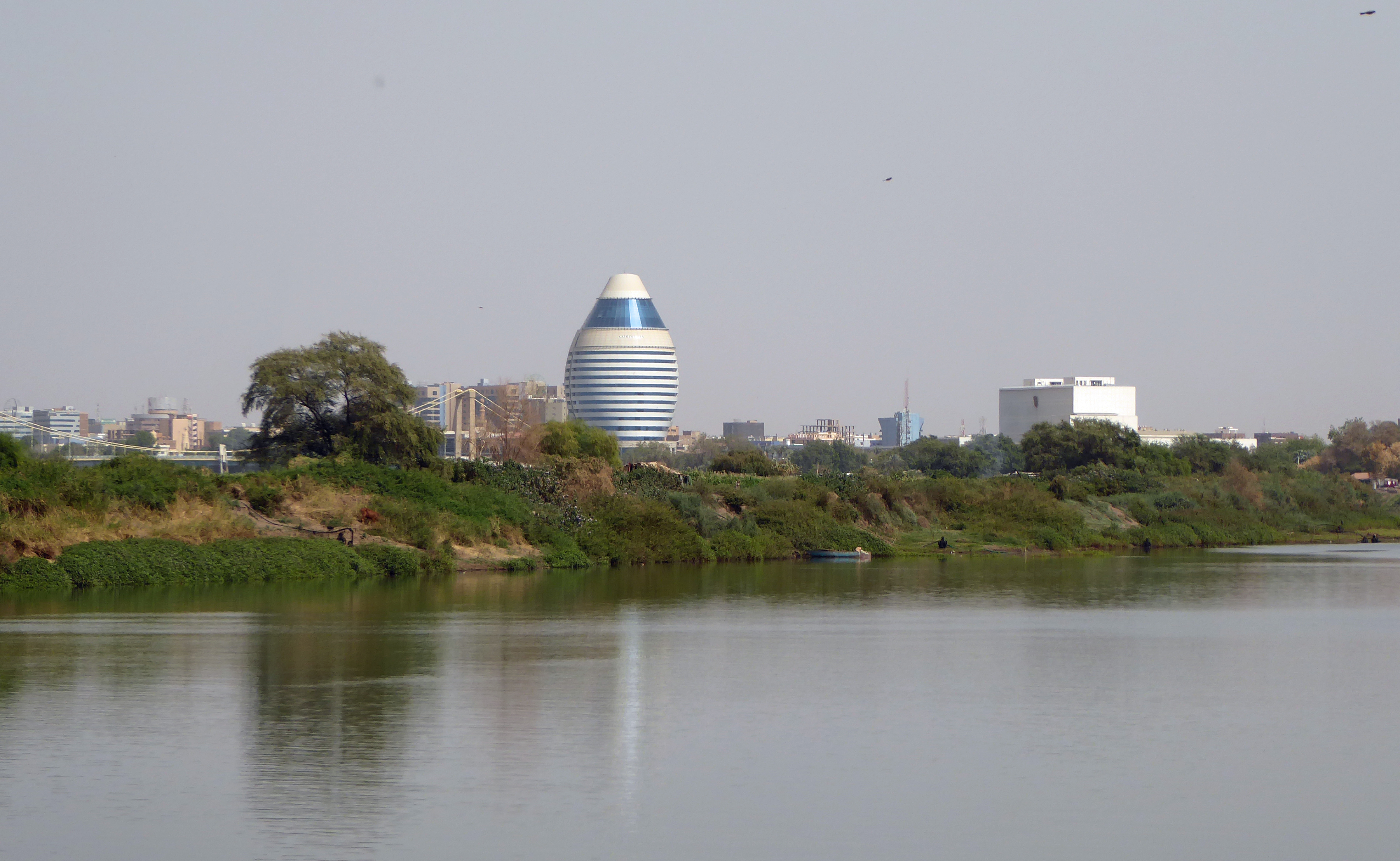
Corinthia Hotel Khartoum am Blauen Nil von der Tuti-Insel

Das Corinthia Hotel Khartoum, ehemals Burj al-Fateh, ist ein Fünf-Sterne-Hotel im Zentrum von Khartum, der Hauptstadt des Sudan. Es liegt am Ufer des Blauen Nils, direkt neben der Freundschaftshalle von Khartum und der Tuti-Brücke.
Das 19 Stockwerke hohe Hotel wurde 2007 fertiggestellt und im Januar 2009 eröffnet. Es wurde durch einen libyschen Staatskonzern erbaut und finanziert. Die Kosten für den Bau beliefen sich auf 80 Millionen US-Dollar.
Das Gebäude hat eine geschwungene ovale Fassade, die die Form einer Dau nachempfinden soll. Es wird bisweilen als eine etwas gedrungene Imitation des Burdsch al-Arab in Dubai bezeichnet. Die Einwohner haben ihm den Spitznamen „Khartum-Ei“ gegeben.